# استاد وايت ووتر الأولمبي
أستاد وايت ووتر الأولمبي أستاد أولمبي مُخصّص لرياضة التجديف، شُيِّد خصيصًا لاستضافة بطولة التجديف وسباق التعرج ضمن دورة الألعاب الأولمبية الصيفية 2016 في ريو دي جانيرو. الأستاد هو جزء من مركز بي إم إكس الأولمبي الواقع في ديودورو، ريو دي جانيرو، البرازيل.